# Iuți

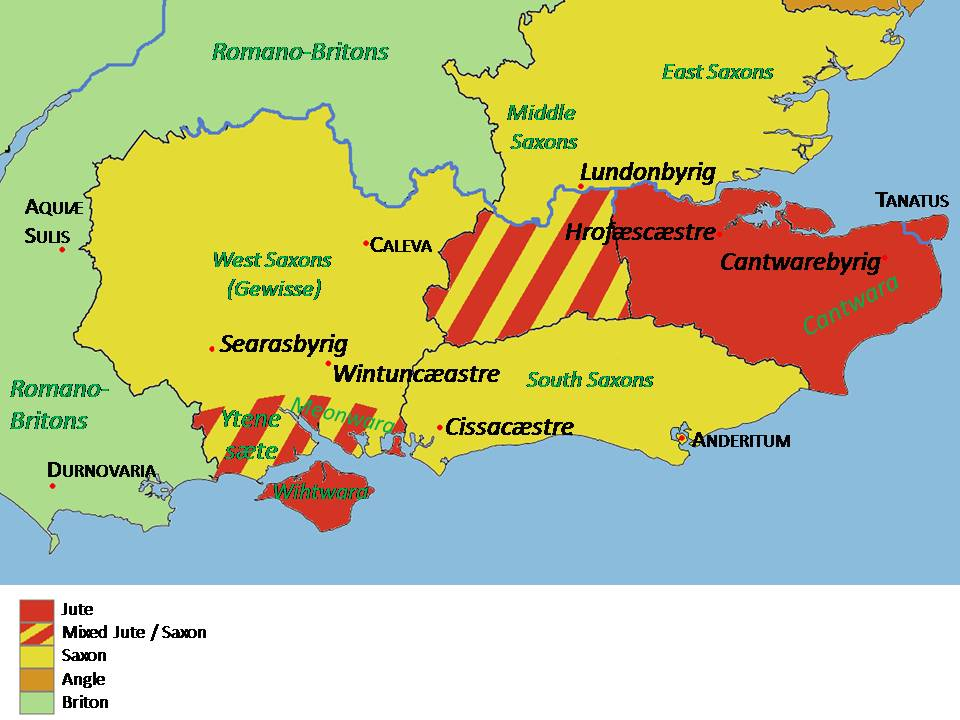
Teritoriile stǎpînite de iuți (roşu) în sudul Angliei, anul 575

Iuții (în latină Eutii, Euthiones; în engleză veche Yte, Eotas; în nordică veche Jotar) au fost un trib germanic numit dupǎ teritoriul pe care l-a populat, și anume peninsula Iutlanda (în latină Cimbria, Iutia, Iutlandia). După cucerirea peninsulei de cǎtre danezi în secolul al V-lea o parte din iuți s-au dizolvat în poporul danez, pe când alții s-au strǎmutat împreună cu Anglii și saxonii în Marea Britanie, creând astfel Regatul Kent. Creștinarea iuților a avut loc la în secolul al IX-lea. Iuții au adus o contribuție importantǎ în limba engleză veche, mai ales impactul lor este mare în dialectul limbii engleze din Kent. Posesiunile iuților în Anglia au fost în principal Kent și Insula Wight.

## Noua patrie
Iuții, împreună Anglii, Saxonii și Frizienii, navigând Marea Nordului, invadeazǎ Marea Britanie în secolul al IV-lea, înlocuind, absorbind fie distrugînd popoarele indigene celtice de acolo. Potrivit lui Beda, în cele din urmă s-au stabilit în Kent (unde au devenit cunoscuți ca Cantuarii), Hampshire (în Wessex) și Insula Wight (cunoscuți ca Uictuarii). Există o serie de toponime care atestă prezența în zonǎ a iuților, cum ar fi Ytene, care dupǎ Florence de Worcester a fost numele contemporan englez pentru New Forest.

## Legǎturi externe
- Invaders: ANGLES JUTES AND SAXONS
- A HISTORY OF IMMIGRATION TO BRITAIN